# 六氟丙酮
六氟丙酮（HFA）是一种有机氟化合物，化学式为(CF3)2CO。它结构上与丙酮相似但性质不同。它是无色、易潮解的氣体，不可燃，有霉味。它可以以水合物（·n H2O）——偕二醇的形式存在。

## 制备
六氟丙酮在工业上通过六氯丙酮和HF反应得到：
(CCl3)2CO  +  6 HF   →   (CF3)2CO  +  6 HCl
六氟环氧丙烷的重排也能得到六氟丙酮。